# پوتوک (پرییپویه)
پوتوک (به صربی: Potok) یک منطقهٔ مسکونی در صربستان است که در پریژپولجه واقع شده‌است. پوتوک ۲۸۲ نفر جمعیت دارد.